# Histriocoris
Histriocoris is een geslacht van wantsen uit de familie van de Miridae (Blindwantsen). Het geslacht werd voor het eerst wetenschappelijk beschreven door Odo Reuter in 1905.

## Soorten
Het genus bevat de volgende soorten:

- Histriocoris incomparabilis (Stål, 1855)
- Histriocoris lineatus Poppius, 1912